# Thần kinh gan ngón tay chung của thần kinh trụ
Thần kinh gan ngón tay chung của thần kinh trụ (tiếng Anh: common palmar digital nerves of the ulnar nerve) là các sợi thần kinh ở bàn tay. Các thần kinh này tách ra từ nhánh nông của thần kinh trụ và chạy về phía khe giữa ngón nhẫn và ngón út.

## Hình ảnh bổ sung

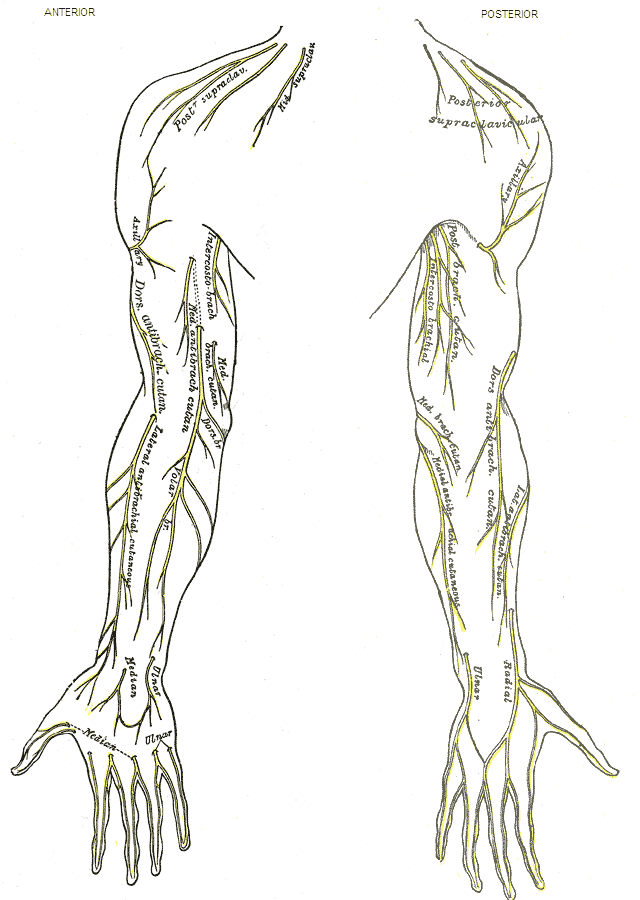
Thần kinh bì của chi trên bên phải.
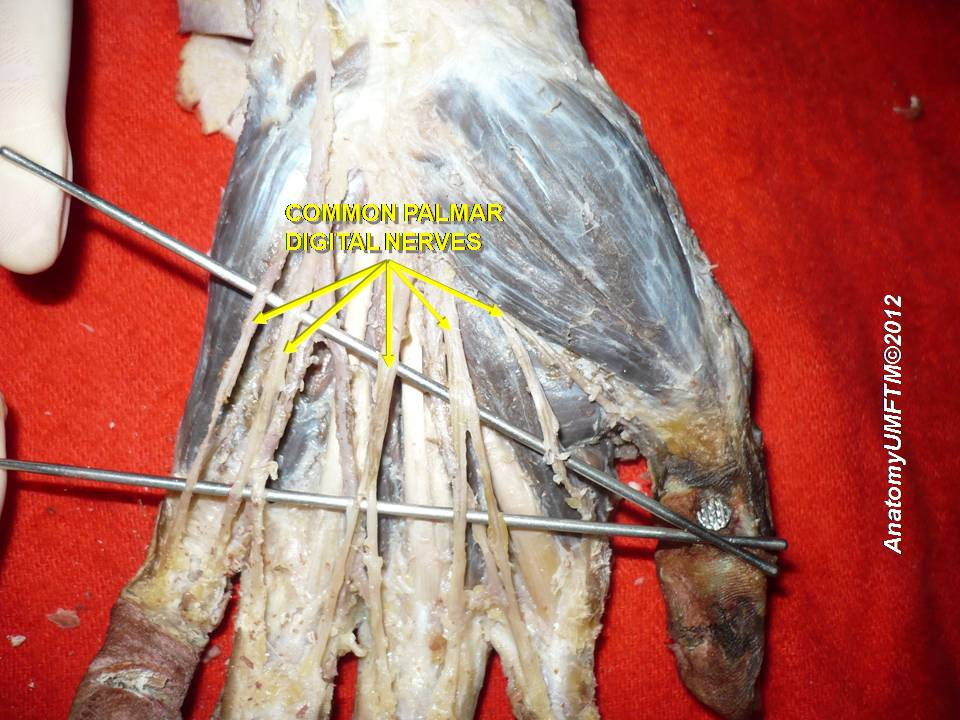
Thần kinh gan ngón tay chung
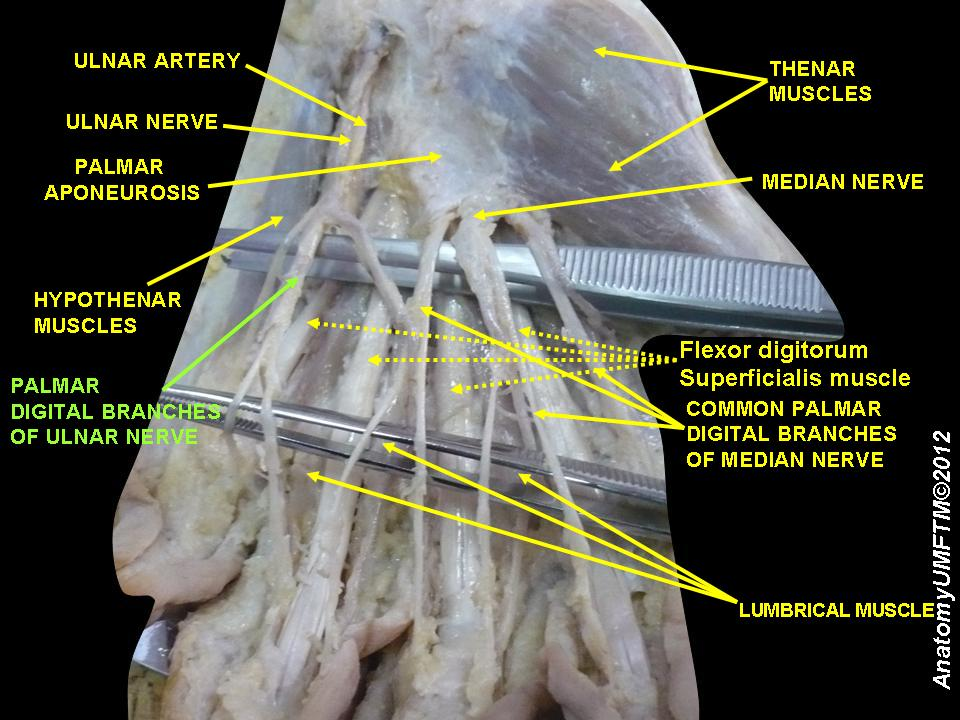
Thần kinh gan ngón tay chung của thần kinh trụ
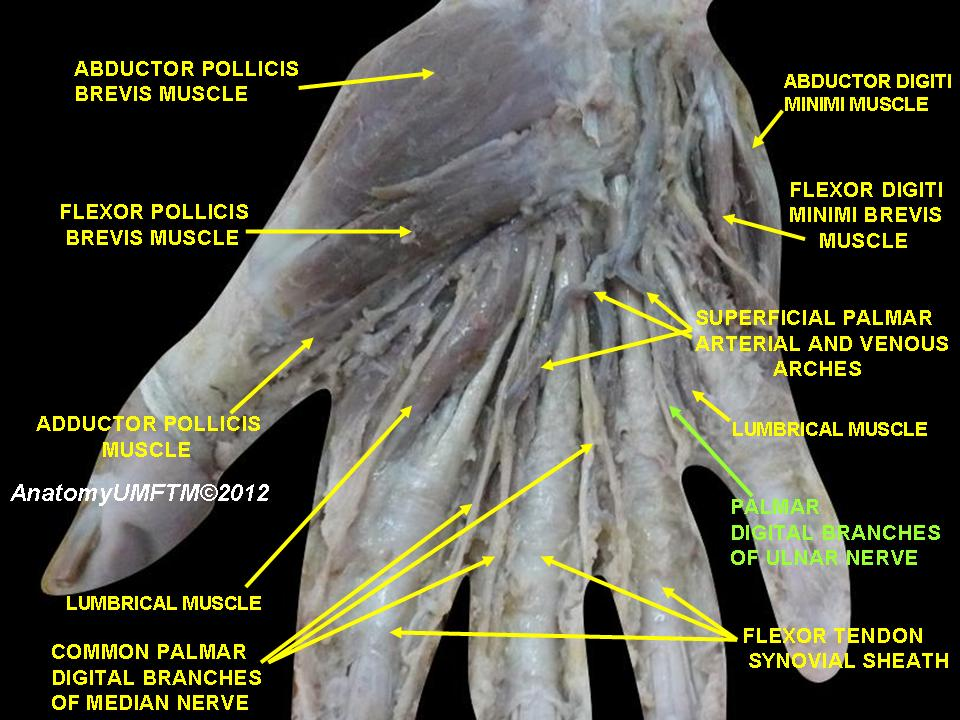
Thần kinh gan ngón tay chung của thần kinh trụ